# Horodok (Leópolis)
Horodok (ucraniano: Городо́к; polaco: Gródek) es una ciudad de Ucrania perteneciente al raión de Leópolis de la óblast de Leópolis.
En 2017, la ciudad tenía una población de 16 257 habitantes. Desde la reforma territorial de 2020 es sede de un municipio que tiene una población total de casi cuarenta mil habitantes y que incluye 38 pueblos como pedanías.
Se ubica unos 20 km al oeste de la capital regional Leópolis, sobre la carretera M11 que lleva a Przemyśl.

## Historia
La localidad se menciona por primera vez en documentos en 1213, en la Crónica de Galitzia y Volinia, cuando era una localidad fortificada del principado de Galicia-Volinia. En 1219, las tropas de un boyardo de la ciudad se rebelaron contra Mstislav el Valiente. En 1227, Mstislav organizó a su ejército en Horodok para colaborar con el ejército de Daniel de Galitzia en la expulsión de las tropas polacas y húngaras de la zona. En 1349 la localidad pasó a formar parte de los territorios del reino de Polonia, que en 1387 le dio el título de ciudad y en 1389 el Derecho de Magdeburgo. La ciudad es conocida por ser el lugar de fallecimiento de Vladislao II de Polonia.
En los siglos XV y XVI, la ciudad fue continuamente atacada por los tártaros, por lo que se intentó reconstruir con beneficios fiscales. Estos beneficios se reservaban en muchos casos a los polacos, por lo que los rutenos (ucranianos)  locales comenzaron a organizarse contra la discriminación, hasta el punto de organizar rebeliones militares contra los gobernantes polacos a partir de 1611, incluida la rebelión de Jmelnitski, que logró controlar la ciudad en 1648. El momento culminante de estas rebeliones tuvo lugar en la 1655, cuando las tropas rusas y cosacas ganaron aquí una batalla decisiva para comenzar a asediar Leópolis. Horodok cayó definitivamente en decadencia en 1672, cuando los otomanos casi la destruyen por completo. En el siglo XVIII fue una ciudad de menor importancia.
En la partición de 1772 se integró en el Imperio Habsburgo, que a partir del año siguiente comenzó a construir aquí la carretera de Leópolis a Viena. En la década de 1920 se integró en la Segunda República Polaca, cuyo censo de 1921 señalaba que casi tres cuartas partes de los habitantes eran polacos, un cuarto ucranianos y una pequeña minoría judíos; en los años siguientes, la población judía aumentó notablemente. En 1939 pasó a formar parte de la RSS de Ucrania, pero no llegó a gobernar la zona de forma efectiva al llegar en 1941 los invasores alemanes, quienes destruyeron la ciudad y asesinaron o llevaron a trabajos forzados a una parte importante de la población, formando aquí un gueto para los judíos. Los soviéticos reconstruyeron la ciudad como un asentamiento mayoritariamente habitado por ucranianos, con cinco granjas colectivas e instalaciones militares. Hasta 2020 fue la capital del raión de Horodok.